# Georg Raab
Georg Raab (* 30. Juni 1869 in Bickenbach; † 2. Februar 1932 in Pfungstadt) war ein Politiker (SPD) und Abgeordneter des Hessischen Landtags sowie Minister des Volksstaates Hessen.

## Ausbildung und Beruf
Georg Raab wurde 1869 als Sohn eines Tabakarbeiters geboren und arbeitete nach Abschluss der Volksschule (er besuchte acht Klassen an drei verschiedenen Schulen) bis 1907 ebenfalls in diesem Beruf, zuletzt als Werkführer, in Pfungstadt, Mainz, Biebrich und Darmstadt.
Raab war verheiratet mit Elisabeth, geb. Fey, (1869–1947) und evangelischer Konfession.

## Politik
Georg Raab war Sozialdemokrat, vermutlich einer der Gründer des Pfungstädter Ortsvereins. Von Januar 1907 bis November 1918 war er hauptamtlicher Parteisekretär seiner Partei in Darmstadt. 1914 wurde er Vorsitzender der SPD in Pfungstadt. Kommunalpolitisch war er zwischen 1904 und 1919 als Gemeinderat in Pfungstadt tätig.
Georg Raab gehörte der zweiten Kammer des (ständischen) großherzoglich-hessischen Landtags von 1905 bis 1918 und dem Parlament des Volksstaats Hessen von 1918 bis 1931 an. Im November 1905 wurde er erstmals in den Landtag des Großherzogtums Hessen gewählt. Bei den Wahlen 1908, 1911 und 1914 behauptete er sein Mandat.
Im November 1918 rief Carl Ulrich, ebenfalls sozialdemokratischer Abgeordneter im „alten“ Landtag, in Darmstadt die „sozialistische Republik“ aus. Carl Ulrich wurde Ministerpräsident, Georg Raab zum 11. November 1918 „Direktor der Ministerialabteilung für das Landes-, Arbeits- und Wirtschaftsamt“, nach der Landtagswahl von 1919 Minister für Wirtschaft und Arbeit im Kabinett Ulrich I.
In der Wahl zur verfassunggebenden Volkskammer am 26. Januar 1919 verfehlte die SPD die absolute Mehrheit, alle hessischen Landtage bis 1931 wurden von einer Koalitionsregierung aus SPD, Deutscher Demokratischer Partei und Zentrum regiert. Georg Raab blieb Minister bis 1928 und bis 1931 Mitglied des Landtags.

## Sonstige Ämter
Georg Raab war langjähriges Mitglied der Gewerkschaften und ihrer Vorgängerorganisationen. 1893 vertrat er die Pfungstädter Arbeiter in Berlin als Delegierter beim „Tabakarbeiterkongreß“. Von 1888 bis 1897 war er Bevollmächtigter der Filiale des Tabakarbeiterverbands und von 1896 bis 1910 Vorsitzender des Gewerkschaftskartells. Die ersten „Arbeiterausschüsse“ in Pfungstadt, Vorformen der Betriebsräte, hat er mitbegründet.

## Ehrungen
Die Georg-Raab-Straße in Pfungstadt ist nach Georg Raab benannt.